# Copa Europea Femenina de la FIBA
La Copa Europea Femenina de la FIBA (oficialmente llamada FIBA EuroCup Women) es una competición europea de baloncesto organizada por la FIBA, en la que participan los mejores equipos femeninos de la federaciones nacionales que no se han clasificado para la Euroliga.
El campeonato nace en 2003, en sustitución de la Copa Ronchetti.

## Sistema de competición
Igual que en la Euroliga Femenina, la Copa Europea decidía el equipo campeón en una Final Four a partir del año 2003 hasta el 2005. En el 2006, este sistema fue abandonado y se recuperó el formato de la Copa Ronchetti, con una final a doble partido.

## Historial
| Ed.   | Temporada | Campeón                                         | Res.                                            | Subcampeón                                      | Resultados (ida/vuelta) / Sede final            |
| ----- | --------- | ----------------------------------------------- | ----------------------------------------------- | ----------------------------------------------- | ----------------------------------------------- |
| I     | 2002–03   | Pays d'Aix-en-Provence                          | 80–71                                           | CB Islas Canarias                               | Samara, Rusia                                   |
| II    | 2003–04   | Baltiyskaya Zvezda St. Petersburg               | 68–64                                           | Szolnoki MÁV Coop                               | Estambul, Turquía                               |
| III   | 2004–05   | Phard Napoli                                    | 53–45                                           | Fenerbahçe                                      | Nápoles, Italia                                 |
| IV    | 2005–06   | Spartak Moscow Region                           | 152–131                                         | Pays d'Aix-en-Provence                          | 80–65 / 72–66                                   |
| V     | 2006–07   | Dynamo Moscow                                   | 150–117                                         | CA Faenza                                       | 74–61 / 76–56                                   |
| VI    | 2007–08   | Beretta Familia Schio                           | 165–136                                         | BC Moscow                                       | 87–67 / 78–69                                   |
| VII   | 2008–09   | Galatasaray SK                                  | 137–128                                         | Cras Basket Taranto                             | 55–67 / 82–61                                   |
| VIII  | 2009–10   | Athinaikos                                      | 118–114                                         | Nadezhda Oremburgo                              | 65–57 / 53–57                                   |
| IX    | 2010–11   | Elitzur Ramla                                   | 122–114                                         | ASPTT Arras                                     | 61–61 / 61–53                                   |
| X     | 2011–12   | Dynamo Kursk                                    | 130–121                                         | Kayseri Kaski S.K.                              | 55–69 / 75–52                                   |
| XI    | 2012–13   | Dynamo Moscow                                   | 136–135                                         | Kayseri Kaski S.K.                              | 66–61 / 70–74                                   |
| XII   | 2013–14   | Dynamo Moscow                                   | 158–150                                         | Dynamo Kursk                                    | 97–65 / 61–85                                   |
| XIII  | 2014–15   | ESB Villeneuve-d'Ascq                           | 137–121                                         | Royal Castors Braine                            | 64–68 / 73–53                                   |
| XIV   | 2015–16   | Tango Bourges Basket                            | 105–93                                          | ESB Villeneuve-d'Ascq                           | 51–40 / 54–53                                   |
| XV    | 2016–17   | Yakın Doğu Üniversitesi                         | 136–127                                         | Bellona AGÜ                                     | 69–73 / 63–58                                   |
| XVI   | 2017–18   | Galatasaray                                     | 155–140                                         | Reyer Venezia Mestre                            | 90–68 / 65–72                                   |
| XVII  | 2018–19   | Nadezhda Oremburgo                              | 146–132                                         | Lattes Montpellier                              | 71–75 / 75–57                                   |
| XVIII | 2019–20   | Edición suspendida por la pandemia de COVID-19. | Edición suspendida por la pandemia de COVID-19. | Edición suspendida por la pandemia de COVID-19. | Edición suspendida por la pandemia de COVID-19. |
| XIX   | 2020–21   | Valencia Basket                                 | 82-81                                           | Reyer Venezia                                   | Szekszárd, Hungría                              |
| XX    | 2021–22   | Tango Bourges Basket                            | 74-38                                           | Reyer Venezia                                   | Bourges, Francia                                |
| XXI   | 2022–23   | ASVEL Féminin                                   | 180–113                                         | Galatasaray                                     | 95–56 / 85–57                                   |
| XXII  | 2023–24   | London Lions                                    | 149-145                                         | Beşiktaş                                        | 68–75 / 81–70                                   |
| XXIII | 2024–25   | ESB Villeneuve-d'Ascq                           | 162-145                                         | Universitario de Ferrol                         | 78–75 / 84–70                                   |

### Palmarés
| Pos. | Club                                | País        | Títulos                       | Subcampeonatos |
| ---- | ----------------------------------- | ----------- | ----------------------------- | -------------- |
| 1    | Dynamo Moscow                       | Rusia       | 3 (2006/07, 2012/13, 2013/14) | 0              |
| 2    | Galatasaray                         | Turquía     | 2 (2008/09, 2017/18)          | 1              |
| 2    | ESB Villeneuve-d'Ascq               | Francia     | 2 (2014/15, 2024/25)          | 1              |
| 4    | Tango Bourges Basket                | Francia     | 2 (2015/16, 2021/22)          | 0              |
| 5    | Aix-en-Provence                     | Francia     | 1 (2002/03)                   | 1              |
| 5    | Dynamo Kursk                        | Rusia       | 1 (2011/12)                   | 1              |
| 5    | Nadezhda Oremburgo                  | Rusia       | 1 (2018/19)                   | 1              |
| 8    | Yakın Doğu Üniversitesi             | Turquía     | 1 (2016/17)                   | 0              |
| 8    | Baltiyskaia Zvezda Saint Petersburg | Rusia       | 1 (2003/04)                   | 0              |
| 8    | Spartak Moscow                      | Rusia       | 1 (2005/06)                   | 0              |
| 8    | Beretta Famila Schio                | Italia      | 1 (2007/08)                   | 0              |
| 8    | Phard Napoli                        | Italia      | 1 (2004/05)                   | 0              |
| 8    | Sony Athinaikos                     | Grecia      | 1 (2009/10)                   | 0              |
| 8    | Elitzur Ramla                       | Israel      | 1 (2010/11)                   | 0              |
| 8    | Valencia Basket                     | España      | 1 (2020/21)                   | 0              |
| 8    | ASVEL Féminin                       | Francia     | 1 (2022/23)                   | 0              |
| 8    | London Lions                        | Reino Unido | 1 (2023/24)                   | 0              |
| 18   | Kayseri Kaski SK                    | Turquía     | 0                             | 3              |
| 18   | Reyer Venezia Mestre                | Italia      | 0                             | 3              |
| 20   | BC Moscow Region                    | Rusia       | 0                             | 1              |
| 20   | CA Faenza                           | Italia      | 0                             | 1              |
| 20   | Taranto Cras Basket                 | Italia      | 0                             | 1              |
| 20   | Fenerbahçe                          | Turquía     | 0                             | 1              |
| 20   | ASPTT Arras                         | Francia     | 0                             | 1              |
| 20   | CB Islas Canarias                   | España      | 0                             | 1              |
| 20   | Szolnoki MÁV Coop                   | Hungría     | 0                             | 1              |
| 20   | Royal Castors Braine                | Bélgica     | 0                             | 1              |
| 20   | Lattes Montpellier                  | Francia     | 0                             | 1              |
| 20   | Galatasaray                         | Turquía     | 0                             | 1              |
| 20   | Beşiktaş                            | Turquía     | 0                             | 1              |
| 20   | Baxi Ferrol                         | España      | 0                             | 1              |